# Молукканці
Молукканці — австронезійсько- та папуаськомовні етнічні групи, корінні жителі Молуккських островів у Східній Індонезії. Регіон історично був відомий як Острови спецій, а сьогодні складається з двох індонезійських провінцій Малуку та Північного Малуку. Таким чином, термін «молукканці» використовується як загальний для різних етнічних і мовних груп, корінних жителів островів.
Іслам і християнство є основними релігіями більшості молукканців. Попри релігійні відмінності, усі групи мають міцні культурні зв'язки та почуття спільної ідентичності, наприклад, через Адат. Музика також є зв'язним фактором та відіграє важливу роль у культурній ідентичності. Молуккській столиці Амбон було надано офіційний статус Міста музики ЮНЕСКО у 2019 році.
Невелика популяція молукканців (приблизно 50-70 тис.) проживає в Нідерландах. Ця група в основному складається з нащадків солдат Королівської нідерландської Ост-Індської армії (KNIL), які спочатку були тимчасово доставлені до Нідерландів і були б відправлені назад до своєї незалежної республіки, якби нідерландський уряд не відмовився від контролю над Індонезією. Нідерландські та інші молукканці у світі складають молукканську діаспору. Решта складається з молукканців, які служать у нідерландському флоті, та їхніх нащадків, а також тих, хто прибув до Нідерландів із західної Нової Гвінеї після того, як вона теж була передана Індонезії. Проте переважна більшість молукканців все ще проживає на Молуккських островах та інших прилеглих регіонах, таких як Папуа Нова Гвінея, Східний і Західний Тимор, Північне Сулавесі та далі на захід.

## Історія
Корінні мешканці Молуккських островів мають меланезійське походження й були аборигенами Молуккського архіпелагу щонайменше 30 000 рр. до н. е. Однак через пізніші міграційні хвилі австронезійців приблизно з 5000 до 2000 рр. до н. е. генетичні дослідження деталізують наявність різних рівнів австронезійської мітохондріальної ДНК у популяціях на різних островах Малуку. Батьківська генетична структура залишається переважно меланезійською за своїм складом у регіоні. Це пояснює переважно материнський австронезійський вплив на меланезійське населення, який позначився на розвитку типових соціолінгвістичних елементів та інших областей у межах молуккської культури, зробивши малайсько-полінезійські мови домінантними в більшій частині регіону, за винятком деяких територій, де мови належать до західно-папуаської мовної групи все ще переважають. Пізніше до цього додалися кілька нідерландських, китайських, португальських, іспанських, арабських та англійських впливів через колонізацію, змішані шлюби з іноземними торговцями в епоху Шовкового шляху та Середньовіччя та навіть з європейськими солдатами під час світових воєн. Невелика кількість німецьких нащадків додалася до молуккського населення, особливо в Амбоні, разом із прибуттям протестантських місіонерів з 16 століття.
Після японської окупації нідерландської Ост-Індії під час Другої світової війни Нідерланди хотіли відновити стару колоніальну ситуацію. Корінні індонезійці були проти. Однак під керівництвом повстанців і Сукарно між 1945 і 1950 роками спалахнула боротьба за незалежність. Відновленій Королівській Нідерландській армії Ост-Індії (KNIL) було доручено нідерландським урядом підтримувати порядок і роззброювати повстанців. Молуккські професійні солдати становили важливу частину цієї армії. Таким чином, нідерландці вважали молукканську громаду союзниками. Уряд Нідерландів пообіцяв молукканцям, що вони повернуть свою власну вільну державу та незалежність в обмін на допомогу. Після того, як міжнародні зусилля не змогли підтримати Нідерланди в збереженні своєї колонії, нідерландський уряд вирішив більше не виконувати свою обіцянку молукканцям створити незалежну державу. Молукканцям, яких індонезійці вважали колабораціоністами з нідерландцями, було запропоновано два варіанти: демобілізувати військові сили та «тимчасово» виїхати до Нідерландів, перш ніж повернутися до незалежного Малуку, або асимілюватися та прийняти індонезійське громадянство. Більшість молукканців, які служили в командуванні KNIL, тимчасово проживали в Нідерландах. Їх звільнили з військової служби невдовзі після прибуття та розмістили в перепрофільованих концентраційних таборах часів Другої світової війни в Нідерландах, включно з колишні транзитниі табіроі Вестерборк. Їх ізолювали від нідерландського суспільства й роками утримували в надзвичайно поганих умовах.
Нідерландські молукканці неодноразово привертали увагу уряду країни до своїх претензій на вільну державу Республіка Південне Малуку (Republik Maluku Selatan або RMS), яка була їм обідяца. Однак ситуація почала загострюватися, коли боротьба RMS набула розголосу в 1970-х роках, коли демонстрації та насильство привернули увагу громадськості. Після того, як уряд все ще ігнорував і відмовляв у слуханні, одним із методів привернути увагу до цього питання було викрадення заручників у нідерландському потягу 1975 року в Де-Пунт, Війстер, після чого членів викрадачів було вбито.

## Мови
Молукканці розмовляють понад сотнею різних мов, більшість із яких належить до центральної малайсько-полінезійської мовної родини. Важливим винятком є Північні Молукканські острови, зокрема острів Хальмахера та навколишні, де більшість населення розмовляє західнопапуаськими мовами (гілка мов північнохальмахерських), які, ймовірно, поширилися тут унаслідок історичної міграції з півострова Пташиної Голови Нової Гвінеї. Іншим винятком є креольські мови на основі малайської, зокрема амбонеська мова (вона ж амбонеська малайська), якою розмовляють переважно на острові Амбон і сусідньому Серамі, а також північномолукканська малайська, поширена на островах Тернате, Тідоре, Хальмахера та Сула в Північному Малуку. Молукканці, що живуть у Нідерландах, здебільшого розмовляють амбонською та буру, а також національною й офіційною нідерландською мовою.

## Релігія
Молуккці на півночі Молуккських островів (сучасна провінція Північне Малуку) переважно є мусульманами. У той час як у центральному та південному Молукку (сучасна провінція Молукку) кількість мусульман і християн приблизно однакова.
Найпоширенішою релігією серед молуккців у Нідерландах є протестантизм, меншою мірою — іслам[джерело?].
На островах Кай, які загалом є переважно католицьким регіоном, проживає значна кількість корінних послідовників індуїзму — народу Танімбар Кай. Це пояснюється тим, що, за усними переказами, їхні предки прибули з Балі в епоху Маджапагітської імперії. Вони й досі дотримуються місцевого звичаєвого права, відомого як Ларвул Нгабал («червона кров і спис з Балі»).